# Vere Fane, IV conte di Westmorland
Vere Fane, IV conte di Westmorland (Lamport Hall, 13 febbraio 1645 – 29 dicembre 1693), è stato un politico inglese.

## Biografia
Era il figlio di Mildmay Fane, II conte di Westmorland, e della sua seconda moglie, Mary de Vere.

## Carriera
Fu deputato per Peterborough (1671-1679), per Kent (1679-1681 e 1689-1691). Ricoprì la carica di Governatore del castello di Dover.
Riuscì a ottenere titolo di conte di Westmoreland  il 22 settembre 1691, alla morte del fratellastro Charles.
Ricoprì la carica di Lord luogotenente del Kent (1692-1693).

## Matrimonio
Sposò, il 13 luglio 1671, Rachel Bence (?-17 febbraio 1711), figlia di John Bence e Judith Andrews. Ebbero undici figli:
- Lady Rachel;
- Lady Catherine;
- Lady Elizabeth;
- Lady Susan;
- Lady Rachel;
- Lady Mary (1676-19 agosto 1710), sposò Sir Francis Dashwood, I Baronetto, ebbero due figli;
- John (16 aprile 1676-1677);
- Vere Fane, V conte di Westmorland (25 maggio 1678-19 maggio 1698);
- Thomas Fane, VI conte di Westmorland (3 ottobre 1681-4 giugno 1736);
- John Fane, VII conte di Westmorland (24 marzo 1685-26 agosto 1762);
- Lord Mildmay (1689-1715).

## Morte
Morì nel 1693.